# Yangochiroptera
Yangochiroptera, ou Vespertilioniformes, é uma subordem de Chiroptera que inclui muitas famílias de Microchiroptera, exceto Rhinopomatidae, Rhinolophidae, Hipposideridae, Rhinonycteridae, Craseonycteridae e Megadermatidae. Essas outras famílias, mais os Megachiroptera, fazem parte de outra subordem, a Yinpterochiroptera.
A razão para a existência da subordem Yangochiroptera (taxon) é baseada principalmente em dados moleculares e genéticos. A classificação Yangochiroptera/ Yinpterochiroptera é relativamente recente e contrária a divisão tradicional que sugeria que Megachiroptera e Microchiroptera seriam grupos monofiléticos.
O termo "Yangochiroptera" foi proposto em 1984 por Karl F. Koopman.
Como alternativa para as nomenclaturas Yinpterochiroptera e Yangochiroptera, alguns autores usam o termo Pteropodiformes e Vespertilioniformes respectivamente.

## Classificação
Subordem Yangochiroptera (Vespertilioniformes)
- Família Emballonuridae
- Família Furipteridae
- Família Miniopteridae
- Família Molossidae
- Família Mormoopidae
- Família Mystacinidae
- Família Myzopodidae
- Família Natalidae
- Família Noctilionidae
- Família Nycteridae
- Família Phyllostomidae
- Família Thyropteridae
- Família Cistugidae
- Família Vespertilionidae

## References
1. ↑  «Order Chiroptera bats». animaldiversity.ummz.umich.edu. Consultado em 30 de dezembro de 2007
2. 1 2  James M. Hutcheon and John A.W. Kirsch (2006). «A moveable face: deconstructing the Microchiroptera and a new classification of extant bats». Acta Chiropterologica. 8: 1–10. doi:10.3161/1733-5329(2006)8[1:AMFDTM]2.0.CO;2
3. ↑  Eick; Jacobs, DS; Matthee, CA;  et al. (2005). «A Nuclear DNA Phylogenetic Perspective on the Evolution of Echolocation and Historical Biogeography of Extant Bats (Chiroptera)». Molecular Biology and Evolution. 22 (9): 1869–86. PMID 15930153. doi:10.1093/molbev/msi180. Following the recommendations of Hutcheon and Kirsch (2004), we refer to the two suborders of chiropterans as ‘Pteropodiformes’ (comprising the Pteropodidae, Rhinolophidae, Hipposideridae, Megadermatidae, and Rhinopomatidae) and ‘Vespertilioniformes’ (remaining microbat families).

- Teeling, E. C.; Springer, M.; Madsen, O.; Bates, P.; O'Brien, S.; Murphy, W. (28 de janeiro de 2005). «A Molecular Phylogeny for Bats Illuminates Biogeography and the Fossil Record». Science. 307 (5709): 580–584. Bibcode:2005Sci...307..580T. PMID 15681385. doi:10.1126/science.1105113
- Stanhope, M. J.; Teeling, E. C.; Scally, M.; Kao, D. J.; Romagnoli, M. L.; Springer, M. S. (13 de janeiro de 2000). «Molecular evidence regarding the origin of echolocation and flight in bats». Nature. 403 (6766): 188–192. Bibcode:2000Natur.403..188T. PMID 10646602. doi:10.1038/35003188